# Trainer des Jahres der Basketball-Bundesliga
Die Auszeichnung als Trainer des Jahres der Basketball-Bundesliga ist eine Auszeichnung der höchsten deutschen Spielklasse im Herren-Basketball für den besten Trainer der Saison. Die Auszeichnung wird am Ende der regulären Saison vergeben.

## Tabellarische Chronik

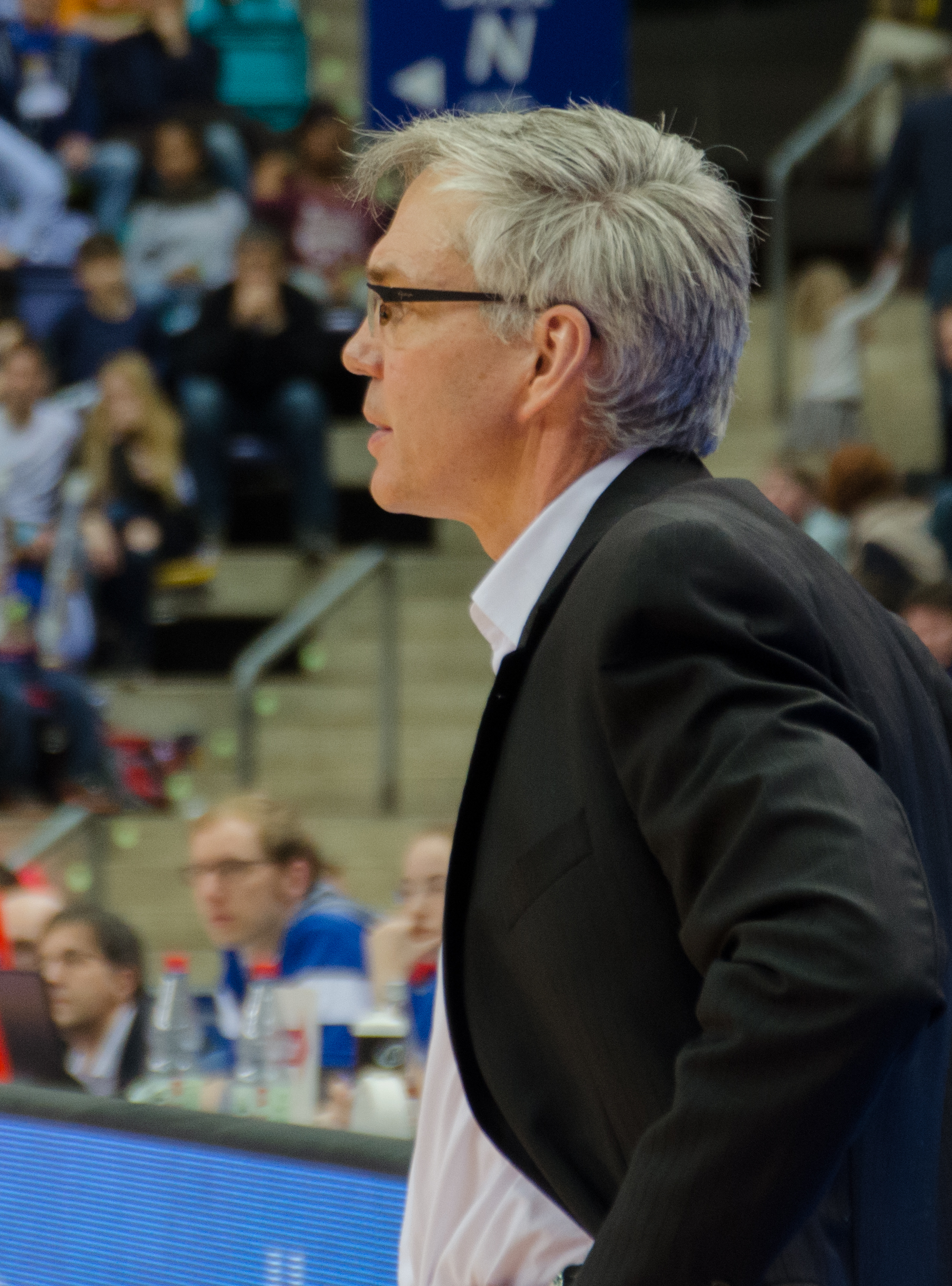
Gordon Herbert, Trainer des Jahres der Saison 2015/16

| Saison                            | Trainer                                                  | Nat.                                                     | Verein                                                   |
| --------------------------------- | -------------------------------------------------------- | -------------------------------------------------------- | -------------------------------------------------------- |
| Trainer des Jahres in Deutschland |                                                          |                                                          |                                                          |
| 1989/90                           | Dirk Bauermann                                           | Deutschland                                              | TSV Bayer 04 Leverkusen                                  |
| 1990/91                           | Dirk Bauermann (2)                                       | Deutschland                                              | TSV Bayer 04 Leverkusen                                  |
| 1991/92                           | nicht bekannt                                            | nicht bekannt                                            | nicht bekannt                                            |
| 1992/93                           | nicht bekannt                                            | nicht bekannt                                            | nicht bekannt                                            |
| 1993/94                           | Peter Krüsmann                                           | Deutschland                                              | Brandt Hagen                                             |
| 1994/95                           | Armin Andres                                             | Deutschland                                              | MTV 1846 Gießen                                          |
| 1995/96                           | Svetislav Pešić                                          | Jugoslawien Bundesrepublik 1992                          | Alba Berlin                                              |
| 1996/97                           | nicht bekannt                                            | nicht bekannt                                            | nicht bekannt                                            |
| 1997/98                           | Svetislav Pešić (2)                                      | Jugoslawien Bundesrepublik 1992                          | Alba Berlin                                              |
| 1998/99                           | Svetislav Pešić (3)                                      | Jugoslawien Bundesrepublik 1992                          | Alba Berlin                                              |
| 1999/2000                         | Stefan Koch                                              | Deutschland                                              | Skyliners Frankfurt                                      |
| 2000/01                           | nicht bekannt                                            | nicht bekannt                                            | nicht bekannt                                            |
| BBL-Trainer des Jahres            |                                                          |                                                          |                                                          |
| 2001/02                           | Emir Mutapčić                                            | Bosnien und Herzegowina                                  | Alba Berlin                                              |
| 2002/03                           | Dirk Bauermann (3)                                       | Deutschland                                              | TSK Bamberg                                              |
| 2003/04                           | Dirk Bauermann (4)                                       | Deutschland                                              | GHP Bamberg                                              |
| 2004/05                           | Stefan Koch (2)                                          | Deutschland                                              | Gießen 46ers                                             |
| 2005/06                           | Šarūnas Sakalauskas                                      | Litauen                                                  | Eisbären Bremerhaven                                     |
| 2006/07                           | Silvano Poropat                                          | Kroatien                                                 | EnBW Ludwigsburg                                         |
| 2007/08                           | Achim Kuczmann                                           | Deutschland                                              | Bayer Giants Leverkusen                                  |
| 2008/09                           | John Patrick                                             | Vereinigte Staaten                                       | BG Göttingen                                             |
| 2009/10                           | John Patrick (2)                                         | Vereinigte Staaten                                       | BG Göttingen                                             |
| 2010/11                           | Chris Fleming                                            | Vereinigte Staaten                                       | Brose Baskets                                            |
| 2011/12                           | Thorsten Leibenath                                       | Deutschland                                              | ratiopharm ulm                                           |
| 2012/13                           | Sebastian Machowski                                      | Deutschland                                              | EWE Baskets Oldenburg                                    |
| 2013/14                           | Silvano Poropat (2)                                      | Kroatien                                                 | Mitteldeutscher Basketball Club                          |
| 2014/15                           | Saša Obradović                                           | Serbien                                                  | Alba Berlin                                              |
| 2015/16                           | Gordon Herbert                                           | Kanada                                                   | Fraport Skyliners                                        |
| 2016/17                           | Thorsten Leibenath (2)                                   | Deutschland                                              | ratiopharm ulm                                           |
| 2017/18                           | Aíto García Reneses                                      | Spanien                                                  | Alba Berlin                                              |
| 2018/19                           | Pedro Calles                                             | Spanien                                                  | SC Rasta Vechta                                          |
| 2019/20                           | wegen coronabedingter Saisonunterbrechung nicht vergeben | wegen coronabedingter Saisonunterbrechung nicht vergeben | wegen coronabedingter Saisonunterbrechung nicht vergeben |
| 2020/21                           | John Patrick (3)                                         | Vereinigte Staaten                                       | MHP Riesen Ludwigsburg                                   |
| 2021/22                           | Tuomas Iisalo                                            | Finnland                                                 | Telekom Baskets Bonn                                     |
| 2022/23                           | Tuomas Iisalo (2)                                        | Finnland                                                 | Telekom Baskets Bonn                                     |
| 2023/24                           | Rodrigo Pastore                                          | Argentinien                                              | Niners Chemnitz                                          |
| 2024/25                           | Jesús Ramírez                                            | Spanien                                                  | Basketball Löwen Braunschweig                            |

## Mehrfache Gewinner
| Rang | Coach              | Team                            | Awards | Jahre                  |
| ---- | ------------------ | ------------------------------- | ------ | ---------------------- |
| 1    | Dirk Bauermann     | Leverkusen (2), Bamberg (2)     | 4      | 1990, 1991, 2003, 2004 |
| 2    | Svetislav Pešić    | Berlin (3)                      | 3      | 1996, 1998, 1999       |
| 2    | John Patrick       | Göttingen (2), Ludwigsburg (1)  | 3      | 2009, 2010, 2021       |
| 4    | Stefan Koch        | Frankfurt (1), Gießen (1)       | 2      | 2000, 2005             |
| 4    | Silvano Poropat    | Ludwigsburg (1), Weißenfels (1) | 2      | 2007, 2014             |
| 4    | Thorsten Leibenath | Ulm (2)                         | 2      | 2012, 2017             |
| 4    | Tuomas Iisalo      | Bonn (2)                        | 2      | 2022, 2023             |